# Адлейба, Заур Кибеевич
Зау́р Кибе́евич Адле́йба (род. 1 апреля 1952, Мокви) — абхазский государственный и политический деятель. Депутат Народного собрания Республики Абхазия (2007—2012), кавалер ордена «Честь и слава».

## Биография
Родился 1 апреля 1952 года в селе Мокви Очамчырского района.
В 1969 году окончил среднюю школу № 3 города Очамчыра. В 1975 году окончил Грузинский институт субтропического хозяйства.
Адлейба с 1976 по 1978 год работал бригадиром Эшерского цитрусового совхоза «Апсны». С 1978 по 1980 год он служил в Вооружённых Силах СССР.
С 1980 по 1981 год являлся заведующим центральным приёмным пунктом Моквской чайной фабрики. С 1981 год по 1982 год был агрономом Объединения чайных фабрик Очамчырского района. С 1982 по 1986 год являлся заведующим производством Моквской чайной фабрики. С 1986 по 1992 год — ведущий агроном РАПО Очамчирского района.
С 1992 по 1993 год Заур Адлейба являлся участником войны в Абхазии, с ноября 1992 года служил командиром Моквского батальона «Каскад», с июля 1993 года являлся заместителем командующего Восточным фронтом по технике и вооружению.
С 1994 по 1999 год — начальник службы войск Министерства обороны Республики Абхазия. С 1999 по 2005 год — командир второй бригады Восточной группы войск.
С 2005 по 2007 год — первый заместитель главы администрации Очамчырского района. С 2007 по 2012 год — депутат Народного собрания Республики Абхазия, председатель Комитета по бюджету, кредитным организациям, налогам и финансам.
10 июля 2013 года Заур Адлейба был назначен аудитором в Контрольной палате Республики Абхазия.
С 2020 года секретарь партии «Амцахара».
Кавалер ордена «Честь и слава» III степени (2022), дважды ордена Леона, ордена мужества имени Султана Сосналиева.
Женат, отец шестерых детей.